# Favonigobius reichei
Favonigobius reichei és una espècie de peix de la família dels gòbids i de l'ordre dels perciformes.

## Morfologia
- Els mascles poden assolir 8,3 cm de longitud total.[1][2]

## Hàbitat
És un peix de clima tropical i demersal.

## Distribució geogràfica
Es troba des de l'Àfrica oriental fins a les Filipines, el Japó i el nord d'Austràlia.

## Observacions
És inofensiu per als humans.